# Ambassade d'Algérie au Sénégal
L'ambassade d'Algérie en Sénégal est la représentation diplomatique de la République algérienne auprès de la république Sénégal. Elle est située à Dakar, la capitale du pays.